# Reds de Cincinnati
Pour les articles homonymes, voir Reds.
 Saison 2025 des Reds de Cincinnati
Les Reds de Cincinnati (Cincinnati Reds en anglais) sont une franchise de baseball de la Ligue majeure de baseball située à Cincinnati (Ohio). Ils évoluent dans la division Centrale de la Ligue nationale.

## Palmarès
- Champion de la Série mondiale (World Series) (5) : 1919, 1940, 1975, 1976, 1990.
- Champion de la Ligue nationale (9) : 1919, 1939, 1940, 1961, 1970, 1972, 1975, 1976, 1990.
- Titres de division (10) : 1970, 1972, 1973, 1975, 1976, 1979, 1990, 1995, 2010, 2012.
- Meilleur deuxième (1) : 2013
- Champion de l'American Association : 1882.

## Histoire

### Les Red Stockings dans l'American Association (1882-1889)
La franchise est fondée en 1882 dans l'American Association et succède aux  Cincinnati Red Stockings, même si les Reds n'ont rien à voir avec cette dernière. Le nom Reds est toutefois une référence directe aux Red Stockings qui furent la première formation professionnelle de baseball en 1869. Une autre porte également ce nom de 1876 à 1880 : les Cincinnati Red Stockings.
Les Red Stockings remportent le titre de l'AA en 1882. Ils évoluent alors au Bank Street Grounds (1882-83) avant de s'installer au League Park, inauguré le 1er mai 1884.
La franchise quitte l'American Association en novembre 1889 et rejoint la Ligue nationale. Le nom est alors officiellement abrégé et devient tout simplement les  Reds.

### Les Reds dans la Ligue nationale (depuis 1890)

Logo en 1960

Malgré quelques belles performances des Sam Crawford, Cy Seymour et autres Bob Bescher, les Reds traînent pendant longtemps dans les bas-fonds du classement général. Ils remportent leur premier championnat en 1919. Les Reds remportent leur première Série mondiale contre les White Sox de Chicago. Guidés par des étoiles comme Edd Roush, Heinie Groh et Hod Eller, ils défont Chicago en huit parties.
Les Reds abandonnent le League Park en 1901 et emménagent au Palace of the Fans (1902-11) puis au Crosley Field (1912-70).
En 1940, ils gagnent le championnat de la Ligue nationale et s'imposent en Séries mondiales face aux Tigers de Detroit en sept matches. Plus récemment, les Reds enlèvent le titre en 1975, 1976 et 1990.
Entre 1970 et 2002, les Reds jouent au Riverfront Stadium qu'ils quittent pour leur enceinte actuelle : le Great American Ball Park.
Tout au long de leur histoire, les Reds ont compté dans leur alignement plusieurs joueurs-vedettes : Frank Robinson (devenu plus tard gérant des Nationals de Washington), Pete Rose, Leo Durocher, Ernie Lombardi, et plus récemment, Ken Griffey Jr. et Barry Larkin.
Avec 91 victoires et 71 défaites, les Reds remportent le championnat de la division Centrale de la Ligue nationale en 2010. Leur saison prend toutefois fin au premier tour des séries éliminatoires, contre les Phillies de Philadelphie (3-0).

## Trophées et honneurs individuels

### Reds auTemple de la renommée du baseball
| - Sparky Anderson - Jake Beckley - Johnny Bench - Marty Brennaman - Jim Bottomley - Mordecai Brown - Charles Comiskey - Sam Crawford - Candy Cummings - Kiki Cuyler - Leo Durocher - Buck Ewing - Clark Griffith - Chick Hafey - Jesse Haines - Harry Heilmann - Miller Huggins - Joe Kelley |  | - George Kelly - King Kelly - Ernie Lombardi - Rube Marquard - Christy Mathewson - Bill McKechnie - Bid McPhee - Joe Morgan - Tony Pérez - Charles Radbourn - Eppa Rixey - Frank Robinson - Edd Roush - Amos Rusie - Tom Seaver - Al Simmons - Joe Tinker - Dazzy Vance |

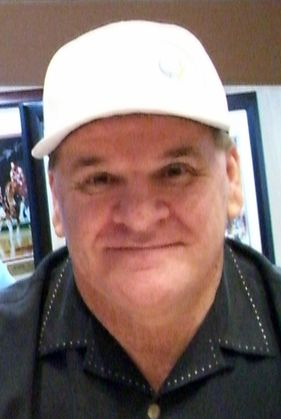
Pete Rose

Pete Rose est inéligible au Temple de la renommée en raison de son implication dans une affaire de paris sur les matchs lorsqu'il était manager.

### Numéros retirés
- 1 Fred Hutchinson, gérant 1959-64
- 5 Johnny Bench, receveur, 1967-83
- 8 Joe Morgan, 2e but, 1972-79

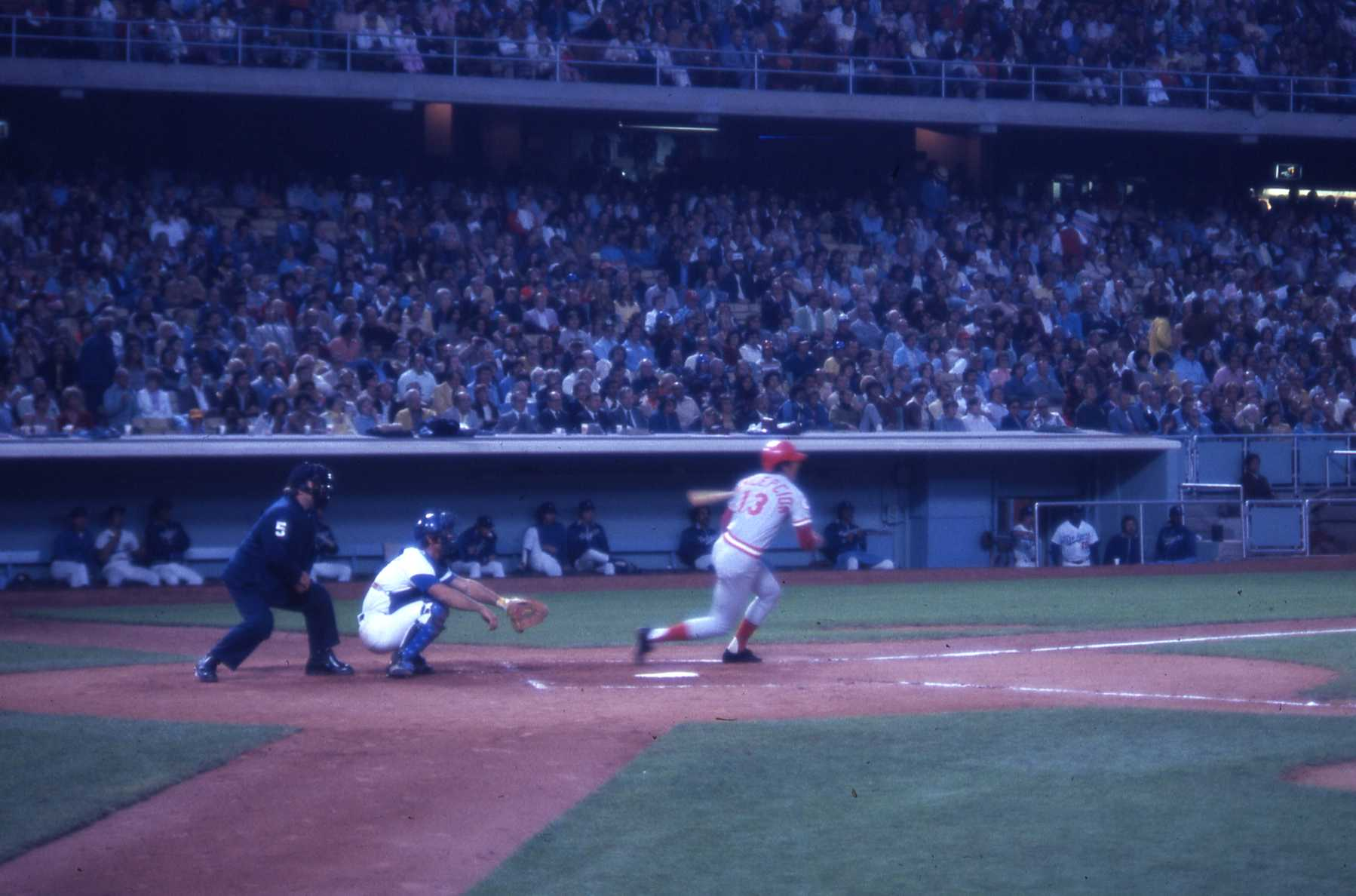
Dave Concepción

- 10 Sparky Anderson, gérant 1970-78
- 13 Dave Concepción, arrêt-court, 1970–1988
- 14 Pete Rose, joueur, 1963-1978 et 1984-1986 ; gérant, 1984-1989
- 18 Ted Kluszewski, 1er but 1947-57 ; instructeur 1970-78
- 20 Frank Robinson, champ extérieur, 1956-65
- 24 Tony Pérez, ier but, 1964-76, 1984-86 ; instructeur 1987-92 ; gérant 1993
- 42 Jackie Robinson retiré par la MLB

### Autres trophées et honneurs
| - MVP de la saison (depuis 1911) : - Ernie Lombardi (1938) - Bucky Walters (1939) - Frank McCormick (1940) - Frank Robinson (1961) - Johnny Bench (1970 et 1972) - Pete Rose (1973) - Joe Morgan (1975 et 1976) - George Foster (1977) - Barry Larkin (1995) - Joey Votto (2010) - Trophée Cy Young (depuis 1956) : - Trevor Bauer (2020) |  | - Prix Roberto Clemente (depuis 1971) : - Pete Rose (1976) - Barry Larkin (1993) - Recrue de l'année (depuis 1947) : - Frank Robinson (1956) - Pete Rose (1963) - Tommy Helms (1966) - Johnny Bench (1968) - Pat Zachry (1976) - Chris Sabo (1988) - Scott Williamson (1999) |

## Popularité
Les Reds sont notamment soutenus par George Clooney, Josh Hutcherson, Nick Lachey, Charlie Sheen, Steven Spielberg, Jerry Springer et Jim Tracy.

## Affiliations enligues mineures
| Niveau | Franchise               | Ligue                      | Ville         | État                   | Affilié depuis |
| ------ | ----------------------- | -------------------------- | ------------- | ---------------------- | -------------- |
| AAA    | Bats de Louisville      | Ligue internationale       | Louisville    | Kentucky               | 2000           |
| AA     | Lookouts de Chattanooga | Southern League            | Chattanooga   | Tennessee              | 2019           |
| A+     | Dragons de Dayton       | Midwest League             | Dayton        | Ohio                   | 1999           |
| A-     | Tortugas de Daytona     | Ligue de l'État de Floride | Daytona Beach | Floride                | 2015           |
| Rookie | ACL Reds                | Arizona Complex League     | Goodyear      | Arizona                | 2010           |
| Rookie | DSL Reds                | Dominican Summer League    | Boca Chica    | République dominicaine | 1998           |